# C. Auguste Dupin

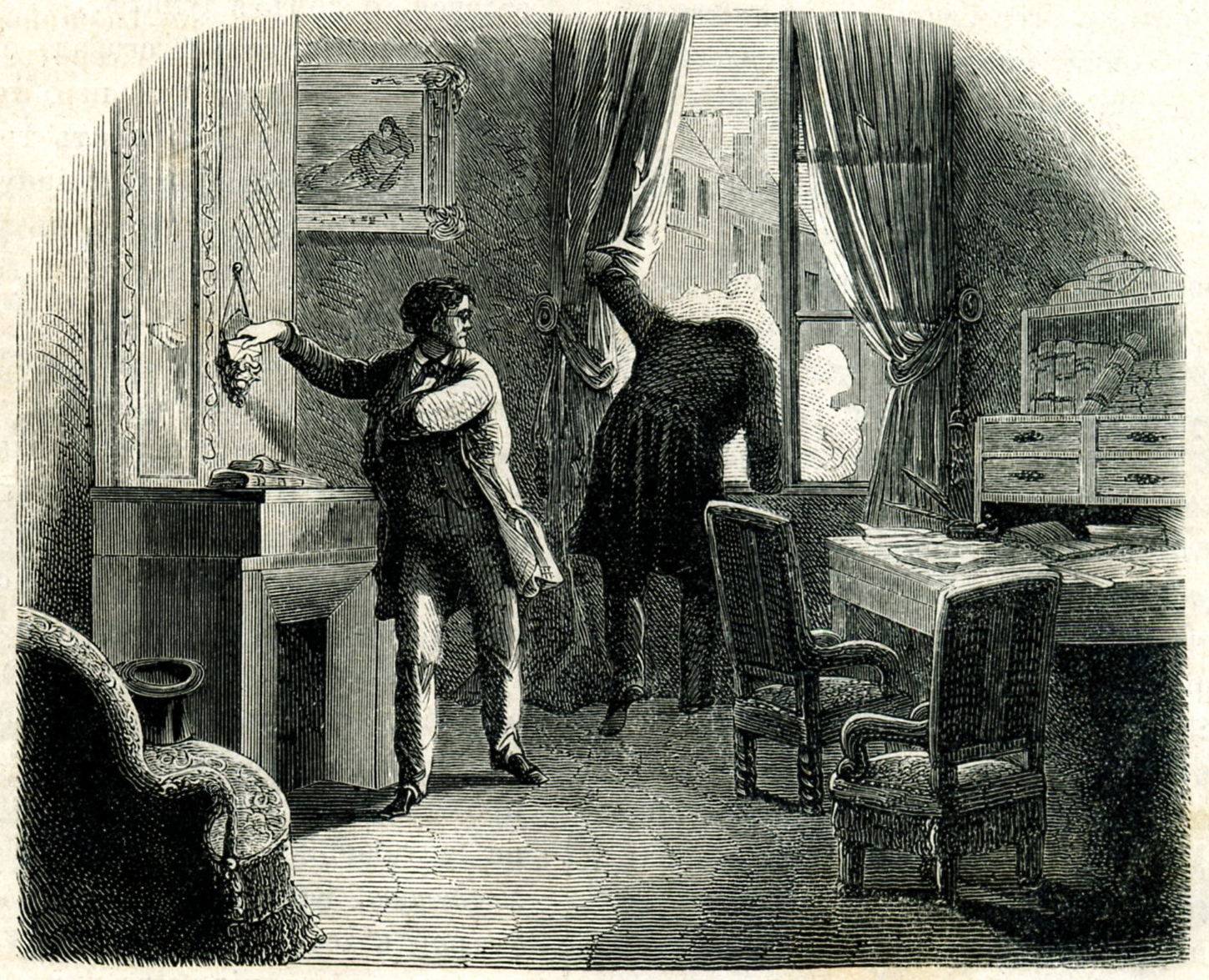
C. Auguste Dupin in einer Illustration von Frédéric Théodore Lix zu Der entwendete Brief (1864)

C. Auguste Dupin ist eine fiktionale Figur des Schriftstellers Edgar Allan Poe. Dupin kommt zum ersten Mal in der 1841 erschienenen Geschichte Der Doppelmord in der Rue Morgue vor, und er kommt auch in zwei weiteren Geschichten vor, nämlich in Das Geheimnis der Marie Rogêt (1842) und in Der entwendete Brief (1844). Dupin ist kein professioneller Detektiv, seine Motive, Verbrechen zu lösen, wechseln. Edgar Allan Poe war der erste Kriminalautor, der einen völlig analytisch denkenden Detektiv erschuf. Viele andere berühmte Detektive sind von der Figur Dupin inspiriert, so z. B. Sherlock Holmes von Arthur Conan Doyle. Dupin ist sehr intelligent, er kombiniert Analyse mit seinem guten Einfühlungsvermögen in Verbrecher (durch Mimik und Gestik).

## Hintergrund und analytische Fähigkeiten
Auguste Dupin stammt aus einer wohlhabenden französischen Familie. Allerdings hat er sein Familienvermögen verloren. Er konnte jedoch durch die Güte seiner Gläubiger ein kleines Vermögen behalten. Er traf den Ich-Erzähler in einer Bibliothek in Paris. Nachdem sie dort ins Gespräch gekommen waren, kamen sie überein, sich eine Wohnung in Faubourg St. Germain zu teilen.
Seine Denkweise wird beschrieben als kalt, logisch und etwas sozial unbeholfen. Er ist in erster Linie Detektiv, um die Unschuld verdächtiger Personen zu beweisen.

## Einfluss auf andere literarische Figuren
Dupin ist für Arthur Conan Doyle eine der großen Vorlagen für dessen Figur des Sherlock Holmes. Die Geschichte hat gewisse Parallelen, wie z. B., dass die beiden Figuren sich eine Wohnung teilen und nicht gegen Bezahlung arbeiten.
Auguste Dupin wird sogar in Eine Studie in Scharlachrot erwähnt; Dr. Watson vergleicht dort Holmes mit Dupin. Holmes versteht zwar das Kompliment und gesteht auch ein, dass Dupin intelligent sei, aber er ist der Meinung, dass Poe seine Figur überschätzt.